# Quartirolo Lombardo
El Quartirolo Lombardo es un queso italiano con denominación de origen protegida a nivel europeo (1996) y Denominazione di Origine Controllata de Italia. La normativa de la DOC es de 10 de mayo de 1993. La zona de origen de la leche, producción y maduración comprende las provincias lombardas de Como, Milán, Bérgamo, Brescia, Cremona, Lecco, Lodi, Pavía y Varese.

## Historia
El inicio de su producción data del siglo X. El nombre proviene de la alimentación de las vacas. En origen, el queso se hacía con leche de vacas que habían tomado la  erba quartirola, esto es, la última hierba fresca antes del invierno, crecida después del tercer corte y que conservaba todos los aromas florales del mes de septiembre. Actualmente, sin embargo, ya no es un queso estacional que se elabore sólo con leche de los ordeños de principios del otoño, sino que se produce durante todo el año.

## Elaboración
Es un queso blando de mesa producido con leche de vaca, generalmente entera o parcialmente desnatada proveniente de dos o más ordeños. La coagulación se efectúa con cuajo animal a una temperatura en torno a los 35-40 °C en 25 minutos. La rotura de la cuajada ocurre en dos tiempos separados. Después de la segunda rotura los grumos de la cuajada tienen unas dimensiones de una nuez. La salazón se efectúa en seco o en baño de salmuera. Madura en bodegas idóneas, a una temperatura de 2-8 °C y una humedad relativa de 85-90%. el periodo de maduración es de 5 a 30 días para el tipo de pasta fresca, más de 30 días el producto es quartirolo lombardo maduro y así se comercializa.

## Características
Tiene forma cuadrada. El peso puede variar entre el kilo y medio y los tres kilos y medio. La corteza es de color rosa claro, que va endureciéndose conforme madura el queso hasta hacerse mohosa y de un gris rojizo-verdoso. Es un queso semisuave. Su centro se desmigaja fácilmente, especialmente cuando está fresco. La consistencia de la pasta varía conforme madura. La textura de la pasta es unida, ligeramente grumosa, eventualmente con pequeñas aberturas, friable y que se hace más compacta y mórbida conforme va madurando. El color va del blanco al blanco pajizo, puede hacerse más intenso en el queso maduro. El sabor es característico, ligeramente ácido - aromático en el queso fresco y más aromático en el maduro. La materia grasa en extracto seco no es inferior al 30% por el producto obtenido con leche parcialmente descremada. Puede usarse en ensalada y con platos fríos.

## Denominación de origen
El Quartirolo Lombardo cuenta con reconocimiento como denominación de origen italiana desde 1993. Desde 1996, en la Unión Europea posee el reconocimiento como Denominación de origen protegida (POD). A nivel internacional, cuenta con registro como denominación de origen, conforme al Sistema de Lisboa, ante la Organización Mundial de la Propiedad Intelectual, desde el 20 de enero de 2014.